# Ipomoea grandifolia
Ipomoea grandifolia là một loài thực vật có hoa trong họ Bìm bìm. Loài này được (Dammer) O'Donell mô tả khoa học đầu tiên năm 1952.